# Saint-Genès-du-Retz
Saint-Genès-du-Retz [sɛ̃ ʒənɛ dy ʁɛts] est une commune française rurale, située dans le département du Puy-de-Dôme, en région Auvergne-Rhône-Alpes.
La commune, située dans la plaine de la Limagne, est peuplée de 463 habitants au recensement de 2022, appelés les Saint-Genestois et les Saint-Genestoises.

## Géographie

### Localisation
Saint-Genès-du-Retz est située au nord du département du Puy-de-Dôme.
Sept communes sont limitrophes, dont quatre dans le département voisin de l'Allier :
|                                 | Poëzat, Gannat (Allier) | Charmes (Allier) |
| Saint-Priest-d'Andelot (Allier) | Saint-Genès-du-Retz     |                  |
| Vensat                          | Montpensier             | Effiat           |

### Transports

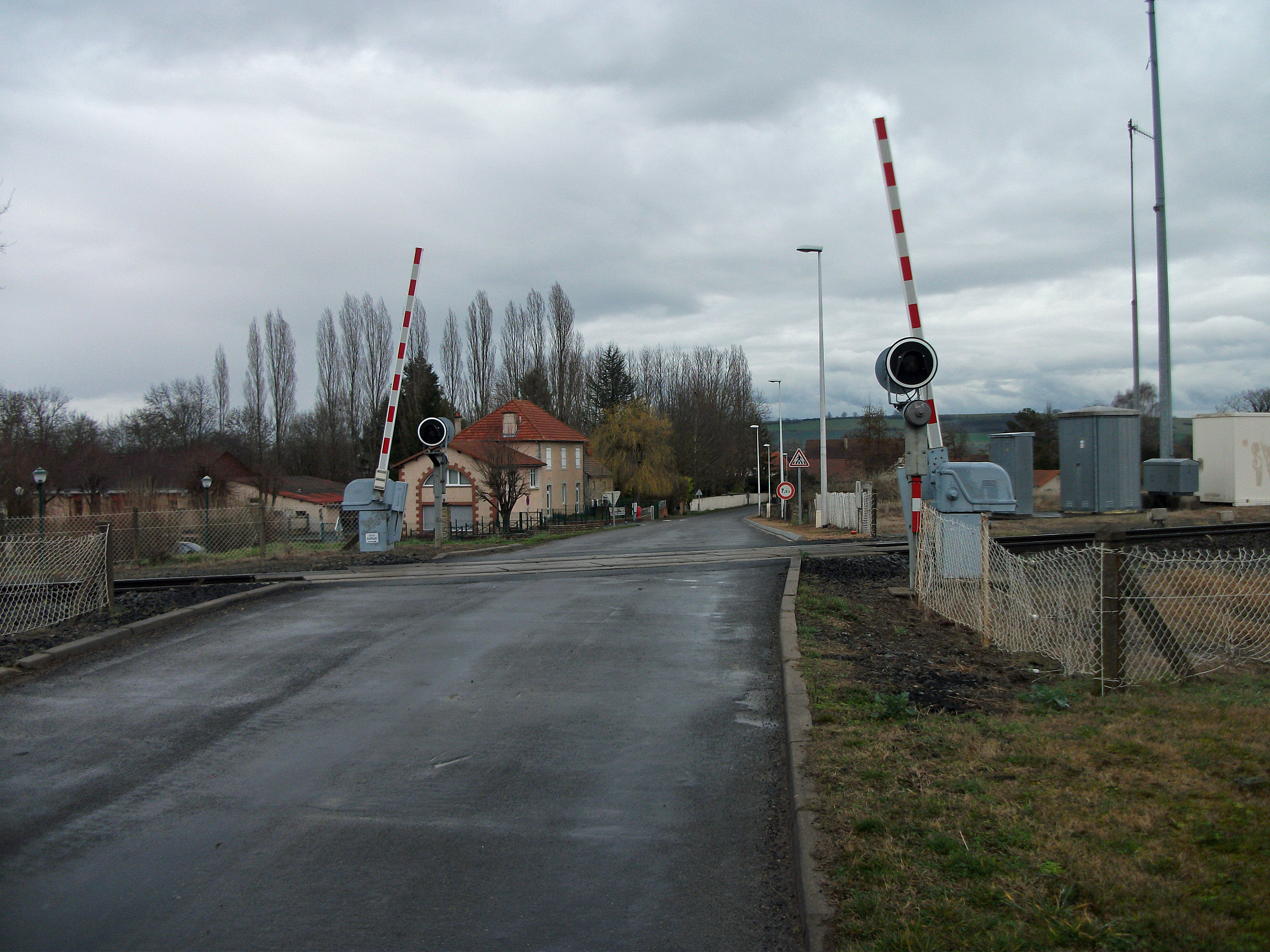
La route départementale 438, en direction du chef-lieu de la commune, coupe la ligne de chemin de fer.

La commune est située entre Gannat et Aigueperse, sur l'axe départemental RD 2009 (ancienne route nationale 9). Cette route sépare le chef-lieu de la commune et Jayet, accessible par la route départementale 438, et continuant vers le village de Fusse, en devenant la RD 274 à l'entrée dans le département de l'Allier et la commune de Charmes.
Plus au sud, la route départementale 93 reliant Effiat et Vensat dessert également la commune.
La ligne de Saint-Germain-des-Fossés à Nîmes-Courbessac passe sur le territoire de la commune. Y passent les TER Auvergne reliant Montluçon ou Gannat à Clermont-Ferrand. Les gares les plus proches sont à Gannat et à Aigueperse.

### Climat
Pour des articles plus généraux, voir Climat d'Auvergne-Rhône-Alpes et Climat du Puy-de-Dôme.
En 2010, le climat de la commune est de type climat océanique dégradé des plaines du Centre et du Nord, selon une étude du Centre national de la recherche scientifique s'appuyant sur une série de données couvrant la période 1971-2000. En 2020, Météo-France publie une typologie des climats de la France métropolitaine dans laquelle la commune est exposée à un climat de montagne ou de marges de montagne et est dans la région climatique  Nord-est du Massif Central, caractérisée par une pluviométrie annuelle de 800 à 1 200 mm, bien répartie dans l’année. 
Pour la période 1971-2000, la température annuelle moyenne est de 10,9 °C, avec une amplitude thermique annuelle de 16,3 °C. Le cumul annuel moyen de précipitations est de 670 mm, avec 8,9 jours de précipitations en janvier et 6,9 jours en juillet. Pour la période 1991-2020, la température moyenne annuelle observée sur la station météorologique de Météo-France la plus proche, « Charmes_sapc », sur la commune de Charmes à 3 km à vol d'oiseau, est de 11,9 °C et le cumul annuel moyen de précipitations est de 675,4 mm,. Pour l'avenir, les paramètres climatiques de la commune estimés pour 2050 selon différents scénarios d'émission de gaz à effet de serre sont consultables sur un site dédié publié par Météo-France en novembre 2022.

## Urbanisme

### Typologie
Au 1er janvier 2024, Saint-Genès-du-Retz est catégorisée commune rurale à habitat dispersé, selon la nouvelle grille communale de densité à sept niveaux définie par l'Insee en 2022.
Elle est située hors unité urbaine et hors attraction des villes,.

### Occupation des sols
L'occupation des sols de la commune, telle qu'elle ressort de la base de données européenne d’occupation biophysique des sols Corine Land Cover (CLC), est marquée par l'importance des territoires agricoles (88,2 % en 2018), une proportion sensiblement équivalente à celle de 1990 (88,5 %). La répartition détaillée en 2018 est la suivante : terres arables (87,7 %), zones urbanisées (9,4 %), forêts (2,4 %), zones agricoles hétérogènes (0,5 %). L'évolution de l’occupation des sols de la commune et de ses infrastructures peut être observée sur les différentes représentations cartographiques du territoire : la carte de Cassini (XVIIIe siècle), la carte d'état-major (1820-1866) et les cartes ou photos aériennes de l'IGN pour la période actuelle (1950 à aujourd'hui).

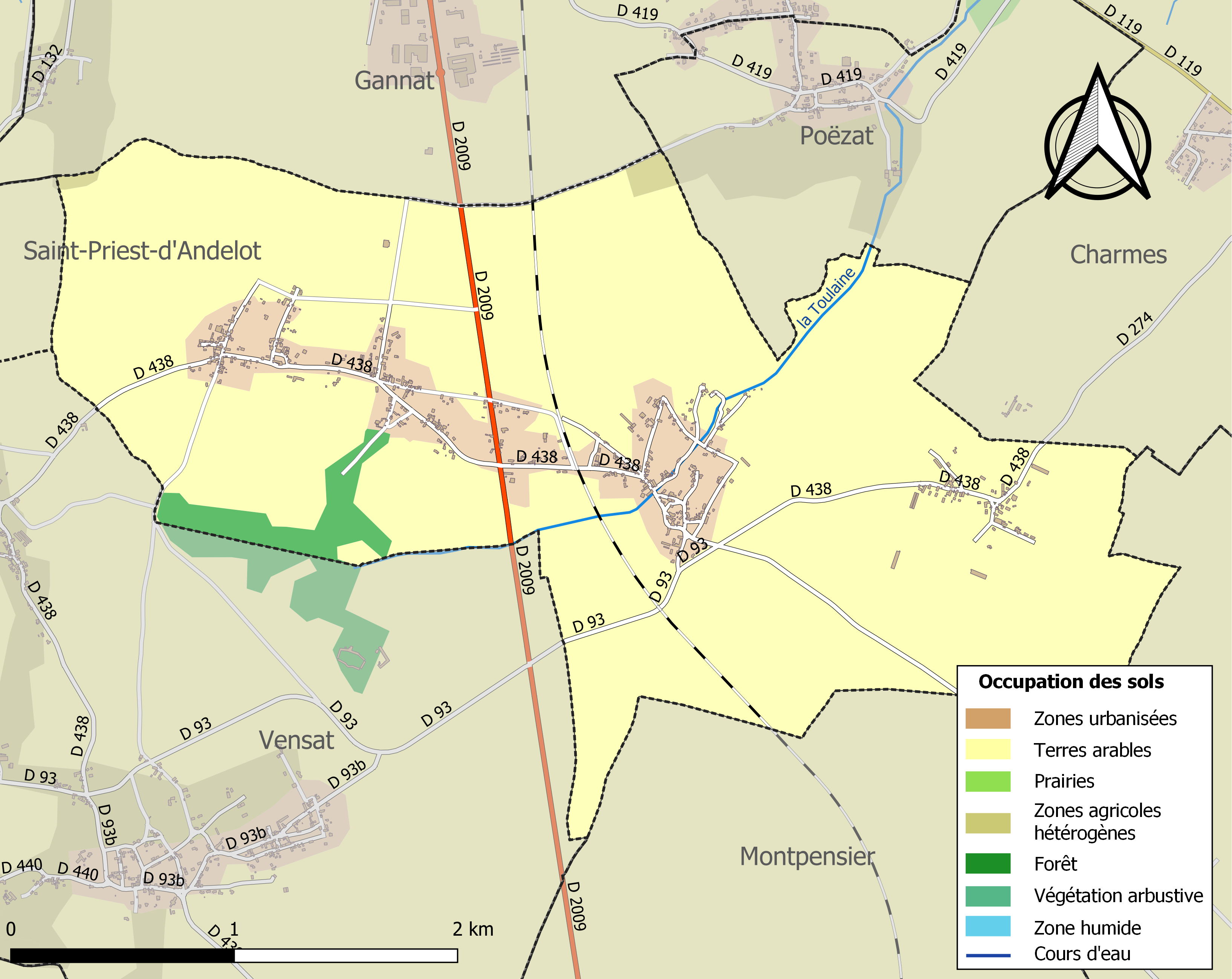
Carte des infrastructures et de l'occupation des sols de la commune en 2018 (CLC).

### Logement
En 2013, la commune comptait 237 logements, contre 223 en 2008. Parmi ces logements, 86 % étaient des résidences principales, 4,8 % des résidences secondaires et 9,2 % des logements vacants. Ces logements étaient pour 99,6 % d'entre eux des maisons individuelles et pour 0,4 % des appartements.
La proportion des résidences principales, propriétés de leurs occupants était de 91,1 %, en baisse sensible par rapport à 2008 (91,4 %). Il n'existait aucun logement HLM loué vide.

## Histoire
Avant 1789, bien que située aujourd'hui dans le département du Puy-de-Dôme, la commune faisait partie de l'ancienne province du Bourbonnais.

## Politique et administration

### Découpage territorial
La commune de Saint-Genès-du-Retz est membre de la communauté de communes Plaine Limagne, un établissement public de coopération intercommunale (EPCI) à fiscalité propre créé le 1er janvier 2017 dont le siège est à Aigueperse. Ce dernier est par ailleurs membre d'autres groupements intercommunaux. Jusqu'au 31 décembre 2016, elle faisait partie de la communauté de communes Nord Limagne.
Sur le plan administratif, elle est rattachée à l'arrondissement de Riom, à la circonscription administrative de l'État du Puy-de-Dôme et à la région Auvergne-Rhône-Alpes.
Sur le plan électoral, elle dépend du canton d'Aigueperse pour l'élection des conseillers départementaux, depuis le redécoupage cantonal de 2014 entré en vigueur en 2015, et de la deuxième circonscription du Puy-de-Dôme pour les élections législatives, depuis le dernier découpage électoral de 2010 (sixième circonscription avant 2010).

### Élections municipales et communautaires

#### Élections de 2020
Le conseil municipal de Saint-Genès-du-Retz, commune de moins de 1 000 habitants, est élu au scrutin majoritaire plurinominal à deux tours avec candidatures isolées ou groupées et possibilité de panachage. Compte tenu de la population communale, le nombre de sièges à pourvoir lors des élections municipales de 2020 est de 11. La totalité des candidats en lice est élue dès le premier tour, le 15 mars 2020, avec un taux de participation de 59,36 %.

#### Chronologie des maires
| Période                                  | Période                   | Identité       | Étiquette | Qualité         |
| ---------------------------------------- | ------------------------- | -------------- | --------- | --------------- |
| Les données manquantes sont à compléter. |                           |                |           |                 |
| avant 1981                               | ?                         | Louis Brissard |           |                 |
| 2008                                     | 2014                      | Gérard Mira    |           |                 |
| 2014 (réélu en 2020)                     | En cours (au 31 mai 2024) | Gilles Mas,    |           | Cadre technique |

### Instances judiciaires
Saint-Genès-du-Retz dépend de la cour d'appel de Riom, du tribunal de proximité de Riom et des tribunaux judiciaire et de commerce de Clermont-Ferrand.

## Population et société

### Démographie
Les habitants de la commune sont appelés les Saint-Genestois et les Saint-Genestoises,.

#### Évolution démographique
L'évolution du nombre d'habitants est connue à travers les recensements de la population effectués dans la commune depuis 1793. Pour les communes de moins de 10 000 habitants, une enquête de recensement portant sur toute la population est réalisée tous les cinq ans, les populations de référence des années intermédiaires étant quant à elles estimées par interpolation ou extrapolation. Pour la commune, le premier recensement exhaustif entrant dans le cadre du nouveau dispositif a été réalisé en 2004.

En 2022, la commune comptait 463 habitants, en évolution de −5,89 % par rapport à 2016 (Puy-de-Dôme : +2,1 %, France hors Mayotte : +2,11 %).
| 1793 | 1800 | 1806 | 1821 | 1831 | 1836 | 1841 | 1846 | 1851 |
| ---- | ---- | ---- | ---- | ---- | ---- | ---- | ---- | ---- |
| 780  | 695  | 853  | 841  | 865  | 843  | 838  | 835  | 844  |

| 1856 | 1861 | 1866 | 1872 | 1876 | 1881 | 1886 | 1891 | 1896 |
| ---- | ---- | ---- | ---- | ---- | ---- | ---- | ---- | ---- |
| 837  | 803  | 761  | 734  | 725  | 694  | 660  | 650  | 592  |

| 1901 | 1906 | 1911 | 1921 | 1926 | 1931 | 1936 | 1946 | 1954 |
| ---- | ---- | ---- | ---- | ---- | ---- | ---- | ---- | ---- |
| 583  | 560  | 517  | 467  | 450  | 424  | 430  | 372  | 349  |

| 1962 | 1968 | 1975 | 1982 | 1990 | 1999 | 2004 | 2006 | 2009 |
| ---- | ---- | ---- | ---- | ---- | ---- | ---- | ---- | ---- |
| 371  | 392  | 358  | 357  | 416  | 431  | 468  | 474  | 500  |

| 2014 | 2019 | 2022 | - | - | - | - | - | - |
| ---- | ---- | ---- | - | - | - | - | - | - |
| 495  | 464  | 463  | - | - | - | - | - | - |

#### Pyramide des âges
En 2018, le taux de personnes d'un âge inférieur à 30 ans s'élève à 26,3 %, soit en dessous de la moyenne départementale (34,2 %). À l'inverse, le taux de personnes d'âge supérieur à 60 ans est de 33,0 % la même année, alors qu'il est de 27,9 % au niveau départemental.
En 2018, la commune comptait 239 hommes pour 234 femmes, soit un taux de 50,53 % d'hommes, largement supérieur au taux départemental (48,41 %).
Les pyramides des âges de la commune et du département s'établissent comme suit.
| Hommes | Classe d’âge | Femmes |
| ------ | ------------ | ------ |
| 0,0    | 90 ou +      | 1,7    |
| 4,3    | 75-89 ans    | 8,3    |
| 25,6   | 60-74 ans    | 26,1   |
| 25,6   | 45-59 ans    | 18,7   |
| 17,5   | 30-44 ans    | 19,6   |
| 12,8   | 15-29 ans    | 12,6   |
| 14,1   | 0-14 ans     | 13,0   |

| Hommes | Classe d’âge | Femmes |
| ------ | ------------ | ------ |
| 0,7    | 90 ou +      | 2,1    |
| 7,4    | 75-89 ans    | 10,2   |
| 17,7   | 60-74 ans    | 18,6   |
| 20,2   | 45-59 ans    | 19,2   |
| 18,4   | 30-44 ans    | 17,4   |
| 18,6   | 15-29 ans    | 17,2   |
| 17     | 0-14 ans     | 15,3   |

### Enseignement
Saint-Genès-du-Retz dépend de l'académie de Clermont-Ferrand. Elle gère une école élémentaire publique.
Les élèves poursuivent leur scolarité au collège d'Aigueperse, puis à Riom, au lycée Virlogeux pour les filières générales ou STMG ou au lycée Pierre-Joël-Bonté pour la filière STI2D.

## Économie

### Emploi
En 2013, la population âgée de quinze à soixante-quatre ans s'élevait à 314 personnes, parmi lesquelles on comptait 77,3 % d'actifs dont 71,2 % ayant un emploi et 6,1 % de chômeurs.
On comptait 78 emplois dans la zone d'emploi. Le nombre d'actifs ayant un emploi résidant dans la zone étant de 228, l'indicateur de concentration d'emploi est de 34,1 %, ce qui signifie que la commune offre moins d'un emploi par habitant actif.
182 des 228 personnes âgées de quinze ans ou plus (soit 79,7 %) sont des salariés. 18,9 % des actifs travaillent dans la commune de résidence.

### Entreprises
Au 1er janvier 2014, Saint-Genès-du-Retz comptait dix-neuf entreprises : deux dans l'industrie, neuf dans la construction, sept dans le commerce, les transports et les services divers et une dans le secteur administratif.
En outre, elle comptait vingt établissements.

### Agriculture
Au recensement agricole de 2010, la commune comptait vingt exploitations agricoles. Ce nombre est en nette diminution par rapport à 2000 (22) et à 1988 (34). La commune était orientée dans la polyculture et le polyélevage.
La superficie agricole utilisée sur ces exploitations était de 925 hectares en 2010, dont 840 ha sont allouées aux terres labourables, 2 ha aux cultures permanentes et 82 ha sont toujours en herbe.

### Commerce et services
La base permanente des équipements de 2015 recense une boucherie-charcuterie.

### Tourisme
Au 1er janvier 2016, la commune ne comptait aucun hôtel, camping ou autre hébergement collectif.

## Culture locale et patrimoine

### Lieux et monuments
Saint-Genès-du-Retz ne compte aucun édifice ou objet inscrit ou classé aux monuments historiques ou recensé à l'inventaire général du patrimoine culturel.
- Église Saint-Bénilde.

### Personnalités liées à la commune
- Jean-Marie Thomas (1895-1967), député de Saône-et-Loire de 1928 à 1942 et sénateur de 1946 à 1948, est né dans la commune.

### Héraldique
| Blason de Saint-Genès-du-Retz | Blason  | Parti, au premier d'azur à trois abeilles d'or, au second d'or à la croix de sable. |
| Blason de Saint-Genès-du-Retz | Détails | Le statut officiel du blason reste à déterminer.                                    |